# Orchesia fasciata
Orchesia fasciata là một loài bọ cánh cứng trong họ Melandryidae. Loài này được Illiger miêu tả khoa học năm 1798.